# 麥克·恩奎斯特
羅爾夫·阿克·米凱爾·恩奎斯特（瑞典語：Rolf Åke Mikael Nyqvist，瑞典語：[²nyːkvɪst]，1960年11月8日—2017年6月27日）或簡稱麥克·恩奎斯特（瑞典語：Michael Nyqvist），是一名瑞典男演員。出演過的著名作品如《隔壁墓園的男孩》（2002年）、《就像在天堂》（2004年）、《不可能的任務：鬼影行動》（2011年）和《捍衛任務》（2014年）。
而他也在「千禧年三部曲」的2009年改編電影《龍紋身的女孩》、《玩火的女孩》、《直搗蜂窩的女孩》及迷你劇《千禧年三部曲》（2010年）中主演麥可·布隆維斯特而聞名。

## 早期生活
麥克·恩奎斯特出生於斯德哥爾摩，是瑞典母親和義大利父親（來自佛羅倫斯）的兒子。年幼的他是從孤兒院中被收養而來。17歲時，恩奎斯特在美國內布拉斯加州奧馬哈念高中。他能在那的第一次表演課及學校表演中於亞瑟·米勒的戲劇《推銷員之死》出演了一個小角色。後來，他回到瑞典並被芭蕾舞學校錄取，但只讀了一年就放棄。當時，一位前女友建議他嘗試戲劇，並在24歲時被馬爾默劇院學院錄取。

## 個人生活
恩奎斯特在他的自傳小說《Just After Dreaming》（När barnet lagt sig）中描述了他的童年，以及他在成年時開始尋找自己親生父母的歷程。
1990年，他與芬蘭舞台美學師凱薩琳娜·埃恩羅特（Catharina Ehrnrooth）結婚。他們有兩個孩子，分別為1991年出生的艾倫（Ellen）和1996年出生的亞瑟（Arthur）。

## 逝世
2017年6月27日，恩奎斯特在斯德哥爾摩死於肺癌，享年56歲。

## 外部連結
- 麥克·恩奎斯特在互联网电影资料库（IMDb）上的資料（英文）
- The official Millennium site of Nordstedt Publishing（页面存档备份，存于） （瑞典文）
- The Michael Nyqvist Archives – English-language website on his career（页面存档备份，存于）